# Lagoinha do Piauí
Lagoinha do Piauí är en kommun i Brasilien.   Den ligger i delstaten Piauí, i den östra delen av landet, 1 300 km nordost om huvudstaden Brasília. Antalet invånare är 2 656. Arean är 68 kvadratkilometer.
Terrängen i Lagoinha do Piauí är huvudsakligen platt, men norrut är den kuperad.
Omgivningarna runt Lagoinha do Piauí är huvudsakligen savann. Runt Lagoinha do Piauí är det glesbefolkat, med 10 invånare per kvadratkilometer.